# Hughes XF-11
De Hughes XF-11 was een prototype van een militair verkenningsvliegtuig, ontwikkeld door de miljardair Howard Hughes om door de United States Army Air Forces te worden gebruikt. Er zijn er maar twee van gebouwd, waarvan het eerste al tijdens de eerste testvlucht neerstortte, waarbij Hughes bijna omkwam. Het toestel is nooit in productie genomen.